# Saint-Martin-du-Frêne
Pour les articles homonymes, voir Saint-Martin.
Saint-Martin-du-Frêne (ou Saint-Martin-du-Fresne selon l’usage local) est une commune française, située dans le département de l'Ain en région Auvergne-Rhône-Alpes.
Les habitants de Saint-Martin-du-Fresne s'appellent les San-Martinois.

## Géographie
Le territoire de la commune est assez vaste ; le village, situé dans la plaine de l’Oignin, est cerné à l'ouest par la montagne de Colléjard et à l'est par le plateau de Chamoise et les Monts d'Ain.

### Climat
Pour des articles plus généraux, voir Climat d'Auvergne-Rhône-Alpes et Climat de l'Ain.
En 2010, le climat de la commune est de type climat de montagne, selon une étude du CNRS s'appuyant sur une série de données couvrant la période 1971-2000. En 2020, Météo-France publie une typologie des climats de la France métropolitaine dans laquelle la commune est exposée à un climat de montagne ou de marges de montagne et est dans la région climatique Jura, caractérisée par une forte pluviométrie en toutes saisons (1 000 à 1 500 mm/an), des hivers rigoureux et un ensoleillement médiocre.
Pour la période 1971-2000, la température annuelle moyenne est de 9,6 °C, avec une amplitude thermique annuelle de 16,9 °C. Le cumul annuel moyen de précipitations est de 1 491 mm, avec 12 jours de précipitations en janvier et 8,6 jours en juillet. Pour la période 1991-2020, la température moyenne annuelle observée sur la station météorologique de Météo-France la plus proche, « Vieu », sur la commune de Vieu-d'Izenave à 7 km à vol d'oiseau, est de 9,4 °C et le cumul annuel moyen de précipitations est de 1 610,3 mm,. Pour l'avenir, les paramètres climatiques de la commune estimés pour 2050 selon différents scénarios d'émission de gaz à effet de serre sont consultables sur un site dédié publié par Météo-France en novembre 2022.

## Urbanisme

### Typologie
Au 1er janvier 2024, Saint-Martin-du-Frêne est catégorisée bourg rural, selon la nouvelle grille communale de densité à 7 niveaux définie par l'Insee en 2022.
Elle appartient à l'unité urbaine de Saint-Martin-du-Frêne, une agglomération intra-départementale dont elle est ville-centre,. La commune est en outre hors attraction des villes,.

### Occupation des sols
L'occupation des sols de la commune, telle qu'elle ressort de la base de données européenne d’occupation biophysique des sols Corine Land Cover (CLC), est marquée par l'importance des forêts et milieux semi-naturels (66,5 % en 2018), une proportion sensiblement équivalente à celle de 1990 (67 %). La répartition détaillée en 2018 est la suivante :
forêts (64,8 %), zones agricoles hétérogènes (12,1 %), prairies (10,1 %), terres arables (5,6 %), zones industrielles ou commerciales et réseaux de communication (3,9 %), zones urbanisées (1,9 %), milieux à végétation arbustive et/ou herbacée (1,7 %).
L'évolution de l’occupation des sols de la commune et de ses infrastructures peut être observée sur les différentes représentations cartographiques du territoire : la carte de Cassini (XVIIIe siècle), la carte d'état-major (1820-1866) et les cartes ou photos aériennes de l'IGN pour la période actuelle (1950 à aujourd'hui).

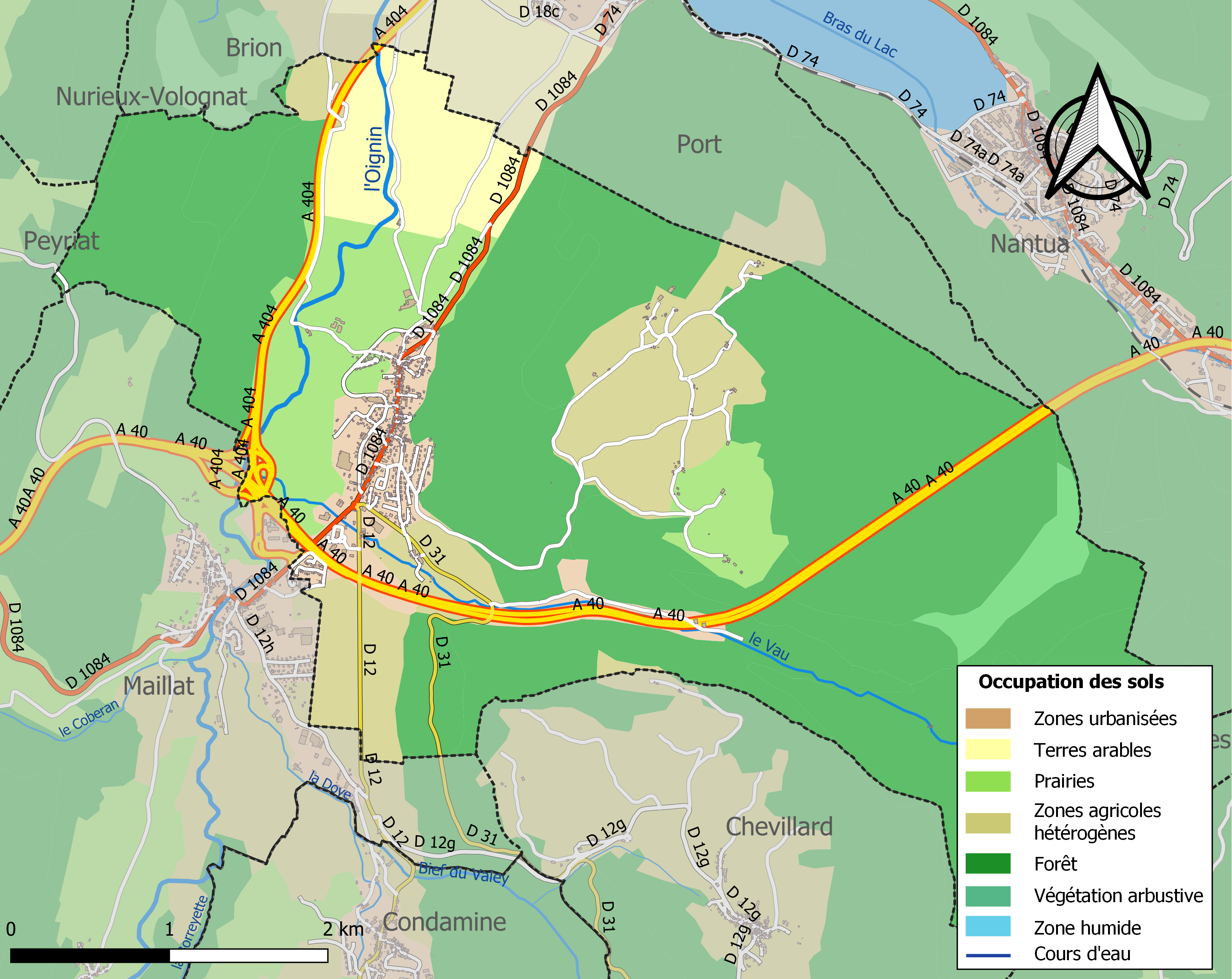
Carte des infrastructures et de l'occupation des sols de la commune en 2018 (CLC).

## Histoire
L'orthographe officielle tirée de la nomenclature des communes gérée par l'Insee est Saint-Martin-du-Frêne avec un accent circonflexe : c'est celle des cartes et des documents officiels. Néanmoins l'usage local est Saint-Martin-du-Fresne (y compris sur les panneaux de signalisation à l'entrée de l'agglomération).

## Politique et administration

### Découpage territorial
La commune de Saint-Martin-du-Frêne est membre de l'intercommunalité Haut-Bugey Agglomération, un établissement public de coopération intercommunale (EPCI) à fiscalité propre créé le 1er janvier 2014 dont le siège est à Oyonnax. Ce dernier est par ailleurs membre d'autres groupements intercommunaux.
Sur le plan administratif, elle est rattachée à l'arrondissement de Nantua, au département de l'Ain et à la région Auvergne-Rhône-Alpes. Sur le plan électoral, elle dépend du canton de Nantua pour l'élection des conseillers départementaux, depuis le redécoupage cantonal de 2014 entré en vigueur en 2015, et de la cinquième circonscription de l'Ain pour les élections législatives, depuis le dernier découpage électoral de 2010.

### Administration municipale
| Période                                  | Période   | Identité              | Étiquette | Qualité                          |
| ---------------------------------------- | --------- | --------------------- | --------- | -------------------------------- |
| 1900                                     | 1912      | Pierre-Antoine Levrat |           | Instituteur, officier d'Académie |
| juin 1995                                | mars 2008 | Chantal Janin-Thyvot  |           |                                  |
| mars 2008                                | En cours  | M. Dominique Turc     | DVD       | Cadre                            |
| Les données manquantes sont à compléter. |           |                       |           |                                  |

## Démographie
L'évolution du nombre d'habitants est connue à travers les recensements de la population effectués dans la commune depuis 1793. Pour les communes de moins de 10 000 habitants, une enquête de recensement portant sur toute la population est réalisée tous les cinq ans, les populations de référence des années intermédiaires étant quant à elles estimées par interpolation ou extrapolation. Pour la commune, le premier recensement exhaustif entrant dans le cadre du nouveau dispositif a été réalisé en 2005.
En 2022, la commune comptait 1 027 habitants, en évolution de −3,39 % par rapport à 2016 (Ain : +5,15 %, France hors Mayotte : +2,11 %).
| 1793 | 1800 | 1806  | 1821 | 1831 | 1836  | 1841 | 1846 | 1851 |
| ---- | ---- | ----- | ---- | ---- | ----- | ---- | ---- | ---- |
| 860  | 952  | 1 015 | 997  | 997  | 1 031 | 912  | 966  | 940  |

| 1856 | 1861 | 1866 | 1872 | 1876 | 1881 | 1886 | 1891 | 1896 |
| ---- | ---- | ---- | ---- | ---- | ---- | ---- | ---- | ---- |
| 952  | 913  | 836  | 868  | 862  | 835  | 837  | 803  | 777  |

| 1901 | 1906 | 1911 | 1921 | 1926 | 1931 | 1936 | 1946 | 1954 |
| ---- | ---- | ---- | ---- | ---- | ---- | ---- | ---- | ---- |
| 785  | 750  | 691  | 618  | 618  | 656  | 585  | 565  | 619  |

| 1962 | 1968 | 1975 | 1982 | 1990 | 1999  | 2005  | 2006  | 2010  |
| ---- | ---- | ---- | ---- | ---- | ----- | ----- | ----- | ----- |
| 598  | 623  | 706  | 744  | 971  | 1 050 | 1 077 | 1 068 | 1 077 |

| 2015  | 2020  | 2022  | - | - | - | - | - | - |
| ----- | ----- | ----- | - | - | - | - | - | - |
| 1 076 | 1 009 | 1 027 | - | - | - | - | - | - |

## Culture locale et patrimoine

### Lieux et monuments
- Église Saint-Martin. De style néogothique elle fut construite selon les plans de l'architecte savoyard Théodore Fivel[20].
- Ruines du donjon de Saint-Martin-du-Frêne bâti par les sires de Thoire-Villars vers 1248 sur les terres du prieur de Nantua. Il est assiégé et conquis en 1330[21] par les comtes de Savoie mais repris peu de temps après par les Thoire. En 1355, un acte de pariage entre le prieur et le sire de Thoire-Villars crée la ville franche qui en dépend. le château est acquis en 1402 par le comte de Savoie. Il est ruiné à la fin du XVIe siècle par les troupes du roi Henri IV[22].
- Château de Saint Martin-du-Frêne - mis en vente[Quand ?].

### Espaces verts et fleurissement
En 2014, la commune de Saint-Martin-du-Frêne bénéficie du label « ville fleurie » avec « 1 fleur » attribuée par le Conseil national des villes et villages fleuris de France au concours des villes et villages fleuris.

### Personnalités liées à la commune
- Sébastien Castellion est né à Saint-Martin en 1515.